# Casa al carrer del Marquès de Palmerola, 31 (les Masies de Voltregà)
La Casa al carrer del Marquès de Palmerola, 31 és una casa de la Gleva al municipi de les Masies de Voltregà (Osona) inclosa a l'Inventari del Patrimoni Arquitectònic de Catalunya.

## Descripció
Casa entre mitgeres. De la façana destaca el portal, de forma rectangular amb brancals de carreus de pedra ben escairats i desiguals, i una llinda d'un sol carreu, que acaba amb una motllura sobre la porta i té la data de construcció gravada, a l'igual que un motiu vegetal i una creu.